# 中国教育学会
中国教育学会（英語：THE CHINESE SOCIETY OF EDUCATION），是由中华人民共和国从事教育教学科学研究与实践领域的单位、组织和个人组成的社会团体，业务主管单位是中华人民共和国教育部。

## 概况
中国教育学会成立于1979年4月12日，现有54个分支机构、196个单位会员和上万名个人会员。

## 历届理事长（会长）
- 第一届：董纯才
- 第二届：张承先
- 第三届：张承先
- 第四届：张承先
- 第五届：顾明远
- 第六届：顾明远
- 第七届：钟秉林
- 第八届：钟秉林→朱之文[2]

## 出版物
期刊：
- 《中国教育学刊》
- 《未来教育家》
- 《中小学数学》